# 아야치
아야치(愛牙赤 Аяч, ? ~ 1324년)는 몽골 제국과 원나라의 황족으로, 원나라 세조 쿠빌라이 카안의 서자이먀, 후슈친 카툰 소생이다. 원사, 원사연의에 의하면 여섯번째 아들, 페르시아 사서 집사에 의하면 8번째 아들이다. 페르시아어 사서 집사에서는 그를 아바아치(اباچی)로 나타난다.
어떤 이유에서였는지 그에게는 1자왕호, 2자왕호, 기타 작위가 주어지지 않았다. 1280년 8월 한때 알 수 없는 이유로, 고려 대청도에 유배되었고, 1281년 11월 풀려났다.
1283년, 1295년에는 고려 왕실에 사신으로 파견되었다. 1285년 왕작은 수여되지 않았으나, 하서(구, 서하의 영역)에  영지가 주어졌다. 1287년 테무게 옷치킨의 후손 나얀 등 동방 3왕가의 반란 진압에 참여, 요동, 요서에 출전했고, 1287년 주치 카사르의 후손 식투르와 교전 중, 여진족 군대에 패배하고 사로잡혔다가 타추 등의 분전으로 탈출했다.

## 생애

### 어린 시절
쿠빌라이 카안의 여섯번째 서자 혹은 여덟번째 서자이다. 원사와 신원사에 의하면 여섯번째 아들인데, 페르시아계 문헌에는 여덟번째 아들이라 한다. 라시드 웃딘을 비롯한 페르시아어 문헌에는 아바아치(اباچی)로 나타난다. 원사에는 그의 생모가 등장하지 않으나, 라시드 웃딘의 집사와 중화민국시대의 신원사에 의하면 그의 어머니는 칭기즈 칸의 부하이자 몽골 제국 개국공신인 보로클의 딸 후슈친 카툰이었으나, 쿠빌라이 카안의 후비들 중에 서열이 낮았다. 후슈친 카툰이 서출인 것 여부는 알려진 것이 없다. 집사에 의하면 동복 친동생으로 코코추가 있다. 쿠루투크 또는 케루미슈라는 이름의  동복 누이도 있었는데, 일설에는 고려 충렬왕의 왕비 제국대장공주로 추정하는 설도 있다. 후슈친에게서 태어난 아야치와 코코추는 취급이 낮았다. 아야치의 정확한 출생년대는 불문명하다.
아야치의 유년시절에 대한 기록도 원사, 원사연의에는 전하지 않는다. 그에게 이자 왕호와 작위, 영지가 하사되지 않은 이유는 원사, 원사연의, 신원사 등에 등장하지 않아 알 수 없다.
1271년 쿠빌라이 카안이 말을 하사하였다. 이후 한동안 원사, 원사연의, 신원사에는 등장하지 않는데, 한국의 고려사에 그가 1280년부터 1281년 고려 서해연안의 대청도(大靑島)에 유배된 기록이 나타난다. 고려 대청도로 유배된 이유는 기록이 없다.

### 고려 유배와 귀환
1280년 8월 7일 원나라 조정에서 그를 대청도로 유배보냈다. 8월 22일 아야치가 고려로 오자 제국대장공주가 그에게 잔치를 베풀었다., 성 밖에서 맞이하여 객관(客館)에서 풍악(風樂)을 울리고 잔치를 베풀려 하자, 따르던 자가 그치게 하며 말하기를, “황자께서 황제의 명으로 폄적(貶謫)되는 곳에서 어찌 풍악을 즐길 수 있겠소?”라고 하자 결국 그만두었다. 그가 어떤 이유로 고려 대청도에 유배되었는지는 원사, 원사연의에 기록이 나타나지 않는다.
1281년 11월 3일 원나라에서 소환, 고려의 국왕 충렬왕과 왕후 제국대장공주가 나와 벽란도(碧瀾渡)에서 아야치를 전송하였다. 1283년 8월 15일 사자를 고려 조정에 보내 예물을 바쳤다. 1284년 동생 코코추에게 영원왕의 작위와 영지가 부여되자, 아야치에게도 케식 군사와 초(鈔, 지폐) 21,643정이 하사되었다. 1285년 7월 그에게는 은도장(銀印)과 함께 하서(河西)에 일부 둔전이 영지로 주어졌다.
1285년 7월 3일 겁련대 1개 부대와 감숙행성 우랄하이로(兀剌海路) 일대의 소부(所部) 민호초 21643정을 하사받았다.

### 동방 3왕가의 반란 진압에 참여
1287년 테무게 옷치킨의 4대손 나얀을 중심으로 동방 3왕가가 반란을 일으키자, 쿠빌라이 카안이 이끄는 본대와는 별도로 아야치는 요동, 요서 방면군을 이끌고 반란진압에 출정했다.
1287년 7월 주치 카사르 왕가 출신 식투르가 군사를 일으켜 함평(咸平)을 공격하자 7월 4일 출전하여 선위사(宣慰使) 타추르 등과 함께 북상했다. 그는 심주(瀋州) 북부에서 식투르 군사를 토벌했다. 그러나 동방 3왕가의 반란을 지원하던 여진족 부대의 공격을 받고, 아야치의 군대는 일시적으로 패배하기도 했다. 이때 아야치는 여진족에게 포로로 붙잡혔지만, 타추 등의 분전에 의해 탈출, 랴오허(遼河)를 건너 도망쳤다. 이어 아야치는 선위사(宣慰使) 이키차카에게 병력을 분할하여 군사를 나누어 의주(懿州)로 보내자 식투르는도주하였다.
나얀의 반란 진압에 참여한 공으로, 1288년 금, 은, 맹, 면, 금소폐, 실크, 말, 양, 낙타, 소 등을 하사품으로 받았다. 이후 원사, 원사연의 등에는 기록이 자주 등장하지 않는다. 1290년 금인을 하사받았다. 1295년 4월 24일 원 성종의 명으로 고려에 파견되어, 고려 조정에서 양식을 저장하고 있는지 조사하고, 돌아갔다.
후일 원 성종이 왕공족을 소집할 때 소환, 이때 그는 감숙행성의 오랄하이로(兀剌海路, 간수성 근처)를 영지로 하사받았다. 그러나 오랄하이로의 땅은 척박했다. 1312년에 원 인종은 그에게 샤오주와 관저우의 13,640호를 식읍으로 하사하였다.
1324년 콰롄(闊連) 동부로 진(鎭)을 옮겼고 그해 사망했다. 그의 정확한 사망 시점과 사망 원인은 미상인데, 신원사 114권에 의하면 병으로 죽었다 한다.

### 사후
병으로 사망했다 하나, 정확한 그의 사망 일자는 알려진 것이 없다. 그의 왕호, 시호 추서 여부도 기록에 전하지 않는다. 그의 감숙성 영지는 아들 에부겐, 바얀테무르, 손자 에디그부카, 다른 아들 부얀테무르에게로 이어졌다 하나 이들의 이름만 원사에 등장하고, 이들의 행적은 전하지 않는다.
오고타이 카안의 서자 멜리의 증손 중에도 그와 이름이 비슷한 동명이인 아야치가 있다.